# Hubert H. Humphrey Metrodome
El Hubert H. Humphrey Metrodome fue un estadio multiusos en la ciudad de Minneapolis (Minnesota), Estados Unidos. Sirvió como casa de los Minnesota Vikings de la NFL, los Minnesota Golden Gophers de fútbol americano universitario y los Minnesota Twins de béisbol.
Estos tres equipos han jugado en el Metrodome desde la inauguración hasta 2009, cuando los Golden Gophers inauguraron el TCF Bank Stadium en el campus de la Universidad de Minnesota. En el 2010 los Twins también abandonaron el domo tras moverse al Target Field, un estadio exclusivo para béisbol, dejando a los Vikings como único equipo permanente.
Por otra parte, los Timberwolves jugaron en el Metrodome en la temporada 1989/90. En abril de 1990 jugaron contra los Denver Nuggets ante 49 551 espectadores, la cuarta mayor convocatoria en la historia de la NBA.
El 10 de mayo del 2012 la legislatura del estado de Minnesota paso una propuesta para construir en nuevo estadio en el centro de Minneapolis, Para que sea posible la construcción de un nuevo estadio el Metrodome tendrá que ser demolido. En su lugar se construirá una estación de tren rápido y un estacionamiento para el nuevo estadio a solo unas cuadras.
El domo fue construido en abril de 1982 como un nuevo y revolucionario domo de techo inflable. Esto lo ha hecho vulnerable a las condiciones del tiempo, debido a esto se ha desinflado un total de cinco veces. La última vez fue durante la madrugada del domingo 12 de diciembre de 2010, debido a una fuerte tormenta de nieve.

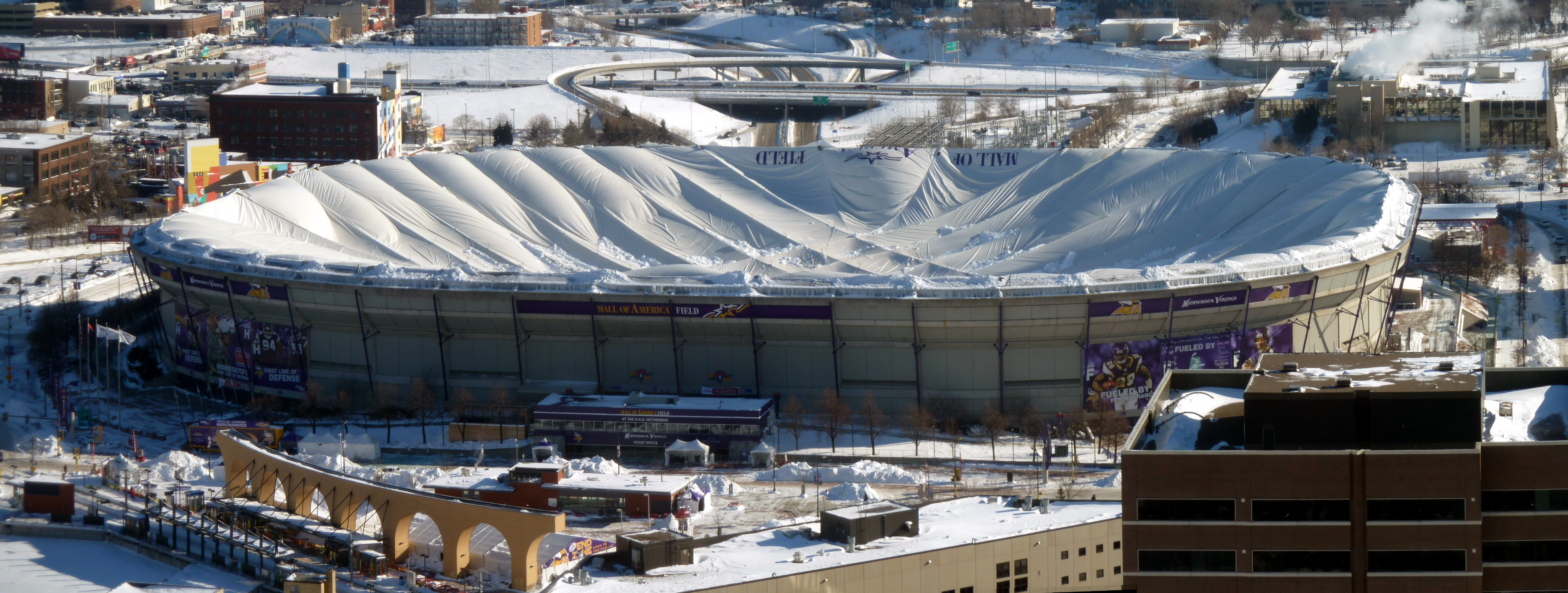
El Metrodome con el techo colapsado por el peso de la nieve.

| Predecesor: Tampa Stadium Super Bowl XXV | Estadio del Super Bowl Super Bowl XXVI | Sucesor: Rose Bowl Super Bowl XXVII |